# هوكستر
هوكستر أو هُكستر (بالألمانية: Höxter) هي بلدة ألمانية تقع في ألمانيا في هوكستر.[بحاجة لمصدر]  يقدر عدد سكانها بـ 31,571 نسمة .

## المدن التوأمة
مدن Sudbury و Corbie هي مدن توأمة لـهوكستر.

## أعلام
- هانس شميت
- لويز هولزابفل
- كوراي غونتر
- فيليكس بلات
- كونراد فريدريش لودفيج